# Frouard
Frouard és un municipi francès situat al departament de Meurthe i Mosel·la i a la regió del Gran Est. L'any 2007 tenia 6.660 habitants.

## Demografia

### Població
El 2007 la població de fet de Frouard era de 6.660 persones. Hi havia 2.733 famílies, de les quals 748 eren unipersonals (248 homes vivint sols i 500 dones vivint soles), 817 parelles sense fills, 858 parelles amb fills i 310 famílies monoparentals amb fills.
La població ha evolucionat segons el següent gràfic:
Habitants censats

### Habitatges
El 2007 hi havia 2.986 habitatges, 2.793 eren l'habitatge principal de la família, 16 eren segones residències i 177 estaven desocupats. 1.774 eren cases i 1.204 eren apartaments. Dels 2.793 habitatges principals, 1.698 estaven ocupats pels seus propietaris, 1.033 estaven llogats i ocupats pels llogaters i 62 estaven cedits a títol gratuït; 39 tenien una cambra, 171 en tenien dues, 631 en tenien tres, 847 en tenien quatre i 1.105 en tenien cinc o més. 1.700 habitatges disposaven pel capbaix d'una plaça de pàrquing. A 1.365 habitatges hi havia un automòbil i a 906 n'hi havia dos o més.

### Piràmide de població
La piràmide de població per edats i sexe el 2009 era:
| Homes | Edats   | Dones |
| ----- | ------- | ----- |
| 0     | 95 o +  | 8     |
| 0     | 90 a 94 | 20    |
| 28    | 85 a 89 | 24    |
| 36    | 80 a 84 | 60    |
| 84    | 75 a 79 | 144   |
| 156   | 70 a 74 | 188   |
| 184   | 65 a 69 | 216   |
| 176   | 60 a 64 | 212   |
| 124   | 55 a 59 | 148   |
| 216   | 50 a 54 | 220   |
| 316   | 45 a 49 | 272   |
| 284   | 40 a 44 | 276   |
| 268   | 35 a 39 | 300   |
| 173   | 30 a 34 | 216   |
| 244   | 25 a 29 | 253   |
| 201   | 20 a 24 | 180   |
| 272   | 15 a 19 | 264   |
| 248   | 10 a 14 | 240   |
| 216   | 5 a 9   | 200   |
| 193   | 0 a 4   | 176   |

## Economia
El 2007 la població en edat de treballar era de 4.323 persones, 3.156 eren actives i 1.167 eren inactives. De les 3.156 persones actives 2.796 estaven ocupades (1.481 homes i 1.315 dones) i 361 estaven aturades (171 homes i 190 dones). De les 1.167 persones inactives 367 estaven jubilades, 424 estaven estudiant i 376 estaven classificades com a «altres inactius».

### Ingressos
El 2009 a Frouard hi havia 2.832 unitats fiscals que integraven 6.762,5 persones, la mediana anual d'ingressos fiscals per persona era de 17.482 €.

### Activitats econòmiques
Dels 292 establiments que hi havia el 2007, 4 eren d'empreses extractives, 5 d'empreses alimentàries, 2 d'empreses de fabricació de material elèctric, 1 d'una empresa de fabricació d'elements pel transport, 9 d'empreses de fabricació d'altres productes industrials, 39 d'empreses de construcció, 79 d'empreses de comerç i reparació d'automòbils, 15 d'empreses de transport, 19 d'empreses d'hostatgeria i restauració, 5 d'empreses d'informació i comunicació, 12 d'empreses financeres, 9 d'empreses immobiliàries, 28 d'empreses de serveis, 44 d'entitats de l'administració pública i 21 d'empreses classificades com a «altres activitats de serveis».
Dels 74 establiments de servei als particulars que hi havia el 2009, 1 era una gendarmeria, 2 oficines de correu, 5 oficines bancàries, 3 funeràries, 5 tallers de reparació d'automòbils i de material agrícola, 1 taller d'inspecció tècnica de vehicles, 2 autoescoles, 5 paletes, 8 guixaires pintors, 2 fusteries, 10 lampisteries, 7 electricistes, 3 empreses de construcció, 6 perruqueries, 2 veterinaris, 10 restaurants i 2 agències immobiliàries.
Dels 49 establiments comercials que hi havia el 2009, 1 era, 1 un hipermercat, 4 fleques, 1 una fleca, 1 una carnisseria, 2 llibreries, 15 botigues de roba, 3 botigues d'equipament de la llar, 4 sabateries, 1 una sabateria, 5 botigues de mobles, 4 botigues de material esportiu, 1 una botiga de material de revestiment de parets i terra, 1 un drogueria, 1 una perfumeria i 4 floristeries.

## Equipaments sanitaris i escolars
Els 3 equipaments sanitaris que hi havia el 2009 eren farmàcies.
El 2009 hi havia 4 escoles maternals i 3 escoles elementals. Frouard disposava d'un col·legi d'educació secundària amb 308 alumnes.

## Poblacions més properes
El següent diagrama mostra les poblacions més properes.